# Дитер VI (Катценелнбоген)
Дитер VI фон Катценелнбоген (на немски: Diether VI von Katzenelnbogen; * 1271/1275; † 11 май 1315 в Базел) е граф на Катценелнбоген.
Той е най-малкият син на граф Дитер V фон Катценелнбоген († 13 януари 1276) и втората му съпруга Маргарета фон Юлих († 1292), дъщеря на граф Вилхелм IV фон Юлих († 1278) и Маргарета фон Гелдерн († 1251). Брат е на граф Вилхелм I († 1331) и на Бертхолд († 1316), пропст на Обервезел.
Дитер VI умира на 11 май 1315 г. в Базел и е погребан в Майнц.

## Фамилия
Дитер VI се жени пр. 16 август 1308 г. за Катарина фон Гелдерн († сл. 2 юли 1357), вдовица на граф Валрам фон Кесел († 1305), дъщеря на граф Дитрих Луф II фон Клеве-Хулхрат († 1308/1309). Те имат децата:
- Лиза (Елизабет) фон Катценелнбоген († сл. май 1338), омъжена пр. 20 януари 1323 г. за граф Филип фон Спонхайм-Боланден († 1338)
- Дитер VII († пр. 1325), граф на Катценелнбоген, женен за Катарина
- Юта

Вдовицата му Катарина фон Клеве се омъжва трети път пр. 1317 г. за рауграф Хайнрих III фон Алтенбаумберг († 1326).